# Спокуси «Туманності Андромеди»
Спокуси «Туманності Андромеди»: Лейтмотиви комуністичної утопії від Томаса Мора до Єфремова і Стругацьких (рос. Соблазны «Туманности Андромеды»: Лейтмотивы коммунистической утопии от Томаса Мора до Ефремова и Стругацких) — узагальнююча фантастикознавча монографія російського філософа і футуролога Костянтина Фрумкіна. Вийшла друком у серпні 2020 року. Присвячена аналізу різних аспектів рідкісного піджанру наукової фантастики — комуністичної утопії.

## Огляд
В монографії, здебільшого, аналізуються комуністичні утопії радянських фантастів, хоча залучаються і супутні тексти — роботи фахівців з «наукового комунізму» і філософії. Говорячи про утопію, Фрумкін виділяє три пікових періоди в її розвитку, кожен зі своїми особливостями — дореволюційний, утопії 1920-х і утопії «довгих шістдесятих»; відзначається також, що утопічні акценти є і в деяких пострадянських творах.
Фрумкін розглядає практично всі питання, пов'язані з функціонуванням світу утопії. Особливо виділяються: дихотомія людина — природа, морально-етичний образ людини майбутнього, роль виховання і вихователів, характеристика обивателя як людського типажу, праця і її місце в утопії, утопія і фронтир, наука і раціональність в утопічному майбутньому.
Незважаючи на великий об'єм матеріалу, залучення широкого кола джерел, автор іноді виходить за межі об'єктивного аналізу. Книга написана з позицій ліберальної критики утопічного мислення й містить деякі дискусійні, а іноді й тенденційні висновки як щодо аналізованих творів, так і їх ідейного підґрунтя.

## Інше
Монографію номінували[ангажоване джерело] на кілька фахових премій:
- АБС-премія (2021; Критика й публіцистика)[3]
- Книга року за версією Фантлаба (2020; Краща літературна критика (книги))
- Подвійна зірка (2021; Літературно-критичний жанр)[4]